# Primera División 1935/36
De Primera División 1935/36 was de achtste uitvoering van de hoogste betaaldvoetbalafdeling in Spanje. Het seizoen begon op 10 november 1935 en eindigde op 19 april 1936. De Spaanse Burgeroorlog leidde ertoe dat tussen 1936 en 1939 geen competitie werd georganiseerd.

## Eindstand
| Positie | Club               | Wedstrijden | Winst | Gelijk | Verlies | DV | DT | Doelsaldo | Punten |
| ------- | ------------------ | ----------- | ----- | ------ | ------- | -- | -- | --------- | ------ |
| 1       | Athletic Bilbao    | 22          | 14    | 3      | 5       | 59 | 33 | 26        | 31     |
| 2       | Real Madrid        | 22          | 13    | 3      | 6       | 62 | 35 | 27        | 29     |
| 3       | Real Oviedo        | 22          | 12    | 4      | 6       | 63 | 47 | 16        | 28     |
| 4       | Racing Santander   | 22          | 13    | 1      | 8       | 58 | 46 | 12        | 27     |
| 5       | FC Barcelona       | 22          | 11    | 2      | 9       | 39 | 32 | 7         | 24     |
| 6       | Hércules Alicante  | 22          | 11    | 2      | 9       | 37 | 41 | -4        | 24     |
| 7       | Betis Sevilla      | 22          | 9     | 2      | 11      | 31 | 46 | -15       | 20     |
| 8       | Valencia CF        | 22          | 7     | 5      | 10      | 36 | 42 | -6        | 19     |
| 9       | Espanyol Barcelona | 22          | 8     | 1      | 13      | 36 | 53 | -17       | 17     |
| 10      | FC Sevilla         | 22          | 6     | 4      | 12      | 27 | 48 | -21       | 16     |
| 11      | Atlético Madrid    | 22          | 6     | 3      | 13      | 34 | 50 | -16       | 15     |
| 12      | CA Osasuna         | 22          | 7     | 0      | 15      | 46 | 55 | -9        | 14     |

| Kampioen | Gedegradeerd | DV = Doelpunten voor | DT = Doelpunten tegen |

## Topscorers
De Pichichi-trofee wordt jaarlijks uitgereikt aan de topscorer van de Primera División.
| Speler         | Goals | Club            |
| -------------- | ----- | --------------- |
| Isidro Lángara | 27    | Real Oviedo     |
| Bata           | 21    | Athletic Bilbao |
| Sañudo         | 20    | Real Madrid     |

1929 · 1929/30 · 1930/31 · 1931/32 · 1932/33 · 1933/34 · 1934/35 · 1935/36 · 1936/37 · 1937/38 · 1938/39 · 1939/40 · 1940/41 · 1941/42 · 1942/43 · 1943/44 · 1944/45 · 1945/46 · 1946/47 · 1947/48 · 1948/49 · 1949/50 · 1950/51 · 1951/52 · 1952/53 · 1953/54 · 1954/55 · 1955/56 · 1956/57 · 1957/58 · 1958/59 · 1959/60 · 1960/61 · 1961/62 · 1962/63 · 1963/64 · 1964/65 · 1965/66 · 1966/67 · 1967/68 · 1968/69 · 1969/70 · 1970/71 · 1971/72 · 1972/73 · 1973/74 · 1974/75 · 1975/76 · 1976/77 · 1977/78 · 1978/79 · 1979/80 · 1980/81 · 1981/82 · 1982/83 · 1983/84 · 1984/85 · 1985/86 · 1986/87 · 1987/88 · 1988/89 · 1989/90 · 1990/91 · 1991/92 · 1992/93 · 1993/94 · 1994/95 · 1995/96 · 1996/97 · 1997/98 · 1998/99 · 1999/00 · 2000/01 · 2001/02 · 2002/03 · 2003/04 · 2004/05 · 2005/06 · 2006/07 · 2007/08 · 2008/09 · 2009/10 · 2010/11 · 2011/12 · 2012/13 · 2013/14 · 2014/15 · 2015/16 · 2016/17 · 2017/18 · 2018/19 · 2019/20 · 2020/21 · 2021/22 · 2022/23 · 2023/24 · 
2024/25

Europa: Champions League · Cup Winners Cup · UEFA Cup · UEFA Super Cup